# Фаранская лавра
Фара́нская ла́вра (ивр. מנזר פרן‎) — бывший мужской монастырь Иерусалимской православной церкви, самый древний из сохранившихся в Палестине, основан преподобным Харитоном Исповедником в 330-х годах в пещере, в которую он был приведён разбойниками.
Расположен в 10 км к северо-востоку от Иерусалима в Иудейской пустыне в долине Нахаль (Эн) Прат (англ. En Prat (En Fara)), по-арабски Вади-эль-Кильт (англ. Wadi Qelt).
В XX веке здесь был основан скит Святого Харитона, находящийся в ведении Русской духовной миссии РПЦЗ.

## История
Лавра была основана вблизи от того места, где древняя Иерихонская дорога переходила Кутилийский поток и где лежала деревня Фаран. Лавра была расположена в ущелье, по обоим берегам Кутилийского потока, в береговых пещерах и гротах.
Спустя несколько лет после основания монастыря святой Харитон покинул Фаранскую лавру и удалился в Фекойские ущелья и на склоне высокой горы положил основание новой Суккийской лавры. Однако перед кончиной преподобный вернулся в Фаранскую лавру и здесь же был похоронен.
Период расцвета лавры пришёлся на VI век. В VI—VII веках в монастыре жил преподобный Косма скопец, жизнеописание которого в лавре попало в Лимонарь — агиографическое произведение греческого инока Иоанна Мосха.
В VIII веке она ещё существовала: имя её встречается то в летописях церковных, то в послании того или другого епископа или аввы.  В начале IX века, по причине междоусобий между детьми Харуна аль-Рашида, лавра была оставлена монахами.

### XIX—XXI века

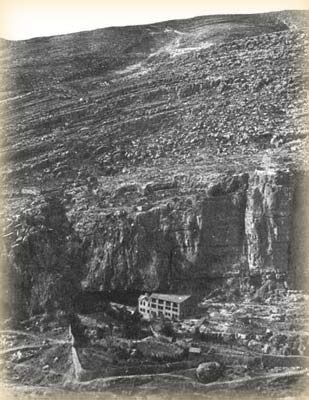
Вади Фара.

В XIX веке монастырь был заброшен, пришёл в полное разрушение.
Во второй половине XIX века начальник Русской Духовной Миссии в Иерусалиме архимандрит Антонин (Капустин) предпринял несколько безрезультатных попыток получить лавру в собственность Российской империи. Это удалось осуществить только в 1903 году настоятелю Афонской русской обители Воздвижения Креста Господня иеросхимонаху Пантелеимону.
Несколько лет спустя пожар поглотил практически все строения, так что восстановить скитские здания оказалось возможным только частично. Восстановленный скит представлял собой двухэтажное здание со множеством келий у подножия скалы. В самой скале на высоте около 20 м находится пещерная церковь во имя преподобного Харитона.
Последний афонский насельник этого скита, о. Герасим скончался в 1960-е годы. После этого скит пустовал, за исключением нескольких дней, когда члены Русской Духовной Миссии РПЦЗ бывали в нём, а кроме того, на день преподобного Харитона, 28 сентября, клирики Миссии служили в скиту Божественную Литургию.
С 1997 года и по настоящее время (2020 год) в скиту постоянно проживает монах Харитон, который один возродил скит из руин, явившихся следствием Шестидневной войны.